# Общество Имдадийе
Общество Имдадийе — созданное в 1878 году в Петровско-Разумовской академии в Москве общество, целью которого были просвещение и благотворительность.

## История
Общество «Имдадийе» было создано в 1878 году по инициативе Гасан-бека Зардаби в Петровско-Разумовской академии в Москве обучающимися в тот период в академии Наджаф-беком Везировым и Аскер-агой Горани. Целью общества было оказание помощи и просвещение молодёжи, обучавшейся в передовых школах России, в том числе в Петровско- Разумовской академии. После создания общества его члены избрали своим руководителем Гасан-бека Зардаби.
Спустя некоторое время после начала деятельности общества Наджаф-бек Везиров и Аскер-ага Горани, а также связанный с ними Абульфат-ага Шахтахтинский попали под контроль тайной полиции царской России.
В последующие годы никакой информации об этом обществе найдено не было. Спустя много лет в газете «Бакинский рабочий» от 17 августа 1963 года об обществе «Имдадийе» написал историк, философ Зияддин Геюшов. Учёный, проводя исследования в Центральном государственном архиве города Москвы, изучил там конфиденциальную информацию и письма, относящиеся к обществу. В частности, историк обнаружил письмо от члена общества Абульфата Шахтахтинского Наджафу Везирову, в котором отмечалось:
Наша цель – подготовить множество боевых рук, чтобы искоренить гнёт. Мы сила интеллигенции, наше оружие – единство. Мы должны бороться с невежеством, непросвещённостью, отсталостью. Мы хотим сорвать завесу, разделяющую Восточный мир и Западный мир. Мы постараемся повернуть солнце просветления и его лучи в свою сторону, чтобы согреться его животворящим теплом и жить, не замерзнуть. Мы должны отказаться от деспотизма и стремиться к прогрессивной жизни. Только тогда мы сможем понять свои способности. Если мы ищем оружие и возможности, значит, мы должны взрастить и воспитывать трудолюбивые руки, саму силу
— Абульфат-ага Шахтахтинский, 